# Witteveen+Bos
Witteveen+Bos is een Nederlands advies- en ingenieursbureau, dat diensten levert op het gebied van water, infrastructuur, milieu en bouw. Het heeft ruim 1500 werknemers en doet voornamelijk complexe, multi-disciplinaire projecten. Het bureau heeft een eigendomsstructuur waarbij de aandelen volledig in handen zijn van de medewerkers. Qua omzet is het het zesde ingenieursbureau in Nederland.
Behalve in Nederland is het bedrijf al decennialang werkzaam in het buitenland. De activiteiten richten zich onder meer op Europa en de voormalige republieken van Sovjet-Unie, zoals Kazachstan en Letland, alsmede op Zuidoost-Azië en het Midden-Oosten.

## Geschiedenis
Het bedrijf is genoemd naar de oprichters ir. Willem Gerrit Witteveen en prof. ir. Goosen Siger Bos. Het ingenieursbureau werd in 1946 in Deventer opgericht. Het eerste project was de Prins Bernhardsluis in Deventer. Het hoofdkantoor is anno 2020 nog steeds gevestigd in Deventer. In 2021 werd het 75-jarig bestaan gevierd.

## Werkgebied
Opdrachtgevers zijn overheden, het bedrijfsleven en samenwerkingsverbanden. De organisatie adviseert haar opdrachtgevers bij het vinden van oplossingen voor de uitdagingen waarvoor zij gesteld worden. Vanuit een netwerk van 22 kantoren in 9 landen (cijfers 2024), onder meer Nederland, België, Kazachstan, Singapore, Letland, Verenigd Koninkrijk, Indonesië, Panama en Verenigde Arabische Emiraten, verleent het zijn diensten. Witteveen+Bos streeft ernaar bij te dragen aan sociale, ecologische en economische vooruitgang, waarbij de duurzame ontwikkelingsdoelen van de Verenigde Naties een leidraad vormen. Het bureau werkt op vier domeinen: Gebouwde omgeving; Delta's, kusten en rivieren; Energie, water en milieu; Infrastructuur en mobiliteit.

## Organisatie en structuur
De organisatie is vormgegeven rond het cellenconcept bestaande uit relatief zelfstandige eenheden met eigen producten voor specifieke markten/segmenten en binnen Witteveen+Bos product-marktcombinaties (PMC’s) geheten.
De statutaire directie wordt benoemd uit de seniorpartners. De directie bestaat uit ir. W.B.G. Bijman (algemeen directeur), ir. E. Buter en ir. S.C. van der Biezen.
Het bedrijf heeft in 2016 raad van commissarissen ingesteld, waarbij de vorm van een zogenaamd verlichte structuurregime is gekozen: de RvC bewaakt de continuïteit van het bedrijf door extern toezicht te houden maar kan geen nieuwe bestuurders voordragen. De RvC bestaat uit vier commissarissen.
Witteveen+Bos heeft in Nederland naast het hoofdkantoor in Deventer ook kantoren in: Amsterdam, Breda, Den Haag, Heerenveen, Rotterdam, Wageningen, Utrecht en Groningen.
Van 2002 tot en met 2021 reikte het ingenieursbureau jaarlijks de Witteveen+Bos-prijs voor Kunst+Techniek uit aan een kunstenaar die kunst en techniek op een bijzondere wijze verenigt.

## Internationaal
Witteveen+Bos is via een deelneming, vestiging of projectkantoor ook vertegenwoordigd in:
- Antwerpen, Steenokkerzeel en Gent (België),
- Jakarta (Indonesië),
- Aktau, Almaty en Atyrau (Kazachstan),
- Riga (Letland),
- Singapore,
- Bristol (Verenigd Koninkrijk),
- Dubai (Verenigde Arabische Emiraten),
- Panama-City (Panama).

## Projecten
Enkele voorbeelden zijn:
- Tweede Maasvlakte
- Noord-Zuid Metrolijn Amsterdam
- Sluiskiltunnel Terneuzen
- sanering Volgermeerpolder
- Fehmarnbeltverbinding, tunnel Denemarken-Duitsland
- booreilanden Kazachstan
- ultrapuurwaterfabriek Emmen
- planuitwerking versterking Afsluitdijk
- National Capital Integrated Coastal Development, Jakarta, Indonesië
- herinrichting Jaarbeursplein Utrecht
- Zuidasdok Amsterdam
- Oosterweelverbinding, Antwerpen, België
- Ruimte voor de rivierprojecten
- Nederlands paviljoen voor Dubai EXPO 2020, Verenigde Arabische Emiraten
- Aanpak Wegtunnels Amsterdam 2019 - 2025
- Blankenburg Verbinding bij Rotterdam
- Project Milestone, 3D-geprinte woningen Eindhoven

## Omzet- en winstgeschiedenis
| Jaar | Omzet           | Nettoresultaat |
| ---- | --------------- | -------------- |
| 2023 | € 176,9 miljoen | € 18,3 miljoen |
| 2022 | € 165,6 miljoen | € 13,4 miljoen |
| 2021 | € 160,3 miljoen | € 18,3 miljoen |
| 2020 | € 155,8 miljoen | € 17,9 miljoen |
| 2019 | € 145,0 miljoen | € 16,1 miljoen |
| 2018 | € 132,9 miljoen | € 11,3 miljoen |
| 2017 | € 130,8 miljoen | € 12,5 miljoen |
| 2016 | € 137,1 miljoen | € 15,8 miljoen |
| 2015 | € 129,6 miljoen | € 14,3 miljoen |
| 2014 | € 119,0 miljoen | € 15,3 miljoen |
| 2013 | € 111,0 miljoen | € 14,2 miljoen |
| 2012 | € 99,4 miljoen  | € 9,8 miljoen  |
| 2011 | € 98,1 miljoen  | € 10,4 miljoen |
| 2010 | € 104,5 miljoen | € 12,1 miljoen |
| 2009 | € 103,9 miljoen | € 13,7 miljoen |
| 2008 | € 97,2 miljoen  | € 14,4 miljoen |
| 2007 | € 91,2 miljoen  | € 10,8 miljoen |
| 2006 | € 82,2 miljoen  | € 9,4 miljoen  |